# Elżbieta Saksońska
Maria Elżbieta Maksymiliana Ludwika Amalia Franciszka Zofia Leopoldyna Anna Baptysta Ksawiera Nepomucena (ur. 4 lutego 1830 w Dreźnie, zm. 14 sierpnia 1912 w Stresa), księżniczka Saksonii, markiza Rapallo, księżna Genui.

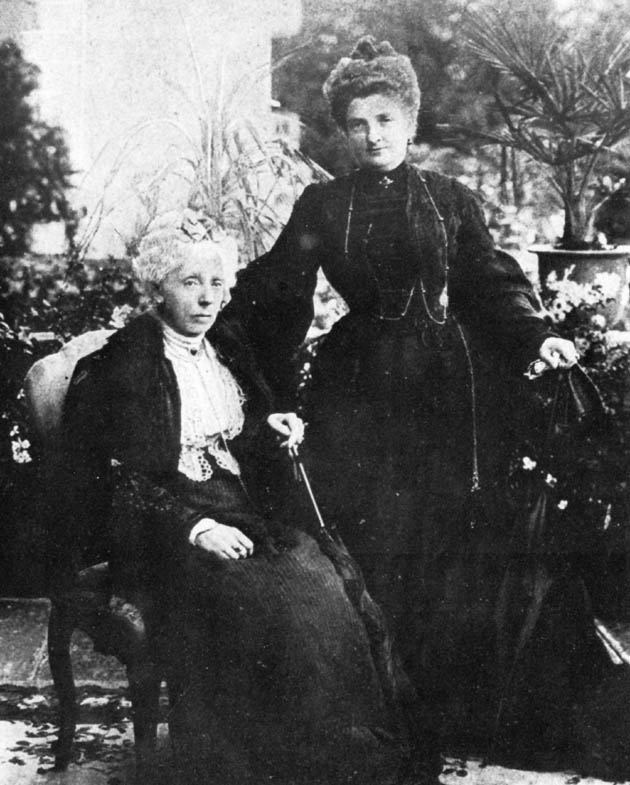
Z córką Małgorzatą

## Życiorys
Księżna Elżbieta urodziła się jako córka Jana Wettyna, króla Saksonii, i jego żony, Amalii Augusty, księżniczki Bawarii. Jej dziadkami ze strony ojca byli Maksymilian, następca tronu Saskonii, i Karolina Burbon-Parmeńska. Dziadkami ze strony matki byli Maksymilian I, król Bawarii, i królowa Karolina, z domu księżniczka Badenii.
22 kwietnia 1850 roku w katedrze w Dreźnie wyszła za mąż za Ferdynanda, księcia Genui, drugiego syna Karola Alberta, króla Sardynii, i Marii Teresy, księżniczki Toskanii.
Para miała dwójkę dzieci:
- Małgorzatę (1851 – 1926), królową Włoch;
- Tomasza (1854 – 1931), księcia Genui.

10 lutego 1855 roku w Turynie zmarł mąż Elżbiety, zostawiając ją we wdowieństwie w wieku 25 lat. Wyszła za mąż ponownie 4 października 1856 roku za Mikołaja, markiza Rapallo (1825–1912), nie mieli dzieci. Małżeństwo to nie spodobało się Wiktorowi Emanuelowi II, który postanowił – w ramach kary – uwięzić Elżbietę w Stresie. Przez pewien czas jej dzieci były więc oddzielone od swojej matki. Jej drugi mąż zmarł jeszcze przed jej śmiercią.